# Conus pica
Espèce
Statut de conservation UICN

 LC  : Préoccupation mineure
Conus pica est une espèce de mollusques gastéropodes marins de la famille des Conidae.
Comme toutes les espèces du genre Conus, ces escargots sont prédateurs et venimeux. Ils sont capables de « piquer » les humains et doivent donc être manipulés avec précaution, voire pas du tout.

## Description
La taille de la coquille varie entre 23 mm et 52 mm. Son aspect ressemble beaucoup à celui de Conus spectrum et a donc été considéré par George W. Tryon comme un synonyme de cette espèce.

## Distribution
Cette espèce marine est présente au large des Philippines, du nord-est de Bornéo et du nord-est de l'Indonésie.

### Niveau de risque d’extinction de l’espèce
Selon l'analyse de l'UICN réalisée en 2011 pour la définition du niveau de risque d'extinction, cette espèce est présente dans le centre et le sud des Philippines, y compris Palawan, et sur la côte nord-est de Sabah, en Malaisie. Cette espèce est peu commune dans certaines parties de son aire de répartition. Il n'y a pas de menaces majeures connues pour cette espèce. Elle est classée comme étant de préoccupation mineure.

## Taxonomie

### Publication originale
L'espèce Conus pica a été décrite pour la première fois en 1848 par le naturaliste britanniques Arthur Adams dans « The zoology of the voyage of HMS Samarang, under the command of Captain Sir Edward Belcher, CB, FRAS, FGS, during the years 1843-1846 »,.

### Synonymes
- Conus (Phasmoconus) pica A. Adams & Reeve, 1848 · appellation alternative
- Conus dolium Boivin, 1864 · non accepté
- Graphiconus pica (A. Adams & Reeve, 1848) · non accepté